# Каратовська сільська рада
Кара́товська сільська рада (рос. Каратовский сельский совет) — муніципальне утворення у складі Туймазинського району Башкортостану, Росія. Адміністративний центр — село Каратово.

## Населення
Населення — 911 осіб (2019, 995 у 2010, 1031 у 2002).

## Склад
До складу поселення входять такі населені пункти:
| Населений пункт      | Населення, осіб (2002) | Населення, осіб (2010) |
| -------------------- | ---------------------- | ---------------------- |
| Каратово, село       | 293                    | 267                    |
| Кожай-Андрієво, село | 44                     | 25                     |
| Леонідовка, село     | 40                     | 25                     |
| Уязитамак, село      | 557                    | 593                    |
| Якшаєво, присілок    | 97                     | 85                     |